# Paripocregyes terminaliae
Paripocregyes terminaliae är en skalbaggsart som först beskrevs av Fisher 1933.  Paripocregyes terminaliae ingår i släktet Paripocregyes och familjen långhorningar. Inga underarter finns listade i Catalogue of Life.